# Sebastapistes nuchalis
Sebastapistes nuchalis és una espècie de peix pertanyent a la família dels escorpènids.

## Descripció
- Fa 10,2 cm de llargària màxima.[5][6]

## Hàbitat
És un peix marí, demersal i de clima tropical.

## Distribució geogràfica
Es troba a la Xina, les illes Cook, Hawaii, l'Índia, les Filipines, les Seychelles i Taiwan.

## Observacions
És inofensiu per als humans.